# Under Ash
Under Ash (tiếng Ả Rập: "Taht-al-ramad", تحت الرماد) là tựa game bắn súng góc nhìn người thứ nhất của Syria đôi khi được giải thích là phản ứng với cách người Ả Rập được hình dung trong trò chơi điện tử nói chung và trò America's Army nói riêng. Giống như America's Army, đây được coi là tựa game mang tính tuyên truyền; thế nhưng khác với  America's Army ở chỗ nó không được cung cấp miễn phí.
Người chơi sẽ vào vai một người Palestine tên là Ahmed phản đối ách chiếm đóng của Israel (phe theo chủ nghĩa phục quốc Do Thái). Xuyên suốt game, Ahmed tiến bước từ hành động ném đá vào binh lính Israel cho đến khi đảm nhận nhiệm vụ phá hủy các vị trí quân sự của Israel. Trò chơi bị chỉ trích là quá khó và được thiết kế để dễ bị giết. Nếu người chơi bắn trúng một thường dân thì game sẽ tự động kết thúc. Sau cùng, không thể giành được phần thắng. Trò chơi chứa các bản tái tạo của nhà thờ Hồi giáo Dome of The Rock, khu Bờ Tây, và Nhà tù Al Ramlah thuộc Cục Giam cầm Israel.
Sự liên quan của tựa game này với cuộc chiến ở Trung Đông khiến nó trở thành một trò chơi điện tử gây tranh cãi. Các nhà phát triển nói rằng game này được tạo ra với động cơ tương tự như Delta Force và America's Army.
Under Ash được tiếp nối bằng phần tiếp theo mang tên Under Siege.